# Božena Kuklová-Jíšová
Božena Kuklová-Jíšová (8. prosince 1929 České Budějovice – 13. března 2014 Praha) byla česká spisovatelka, básnířka a politická vězeňkyně komunistického režimu v Československu. Roku 1954 byla odsouzena za tzv. protistátní činnost na 10 let vězení. Trest si odpykávala mimo jiné v nápravně-pracovním táboru v Želiezovcích. Po šesti letech byla roku 1960 podmínečně propuštěna na amnestii. Roku 1968 se stala členkou Klubu 231 a na přelomu 60. a 70. let publikovala v emigrantských časopisech básně, které složila ve vězení. Ty byly později vydány v básnické sbírce Verše psané za mříží.

## Dílo
- Krásná němá paní – vzpomínky na kolegyně, s nimiž se setkala v komunistických žalářích
- Verše psané mříží – sbírka „muklovské“ poesie

## Ocenění
V roce 2010 jí byla udělena Cena Václava Bendy.